# Hydriomena tuolumne
Hydriomena tuolumne är en fjärilsart som beskrevs av Barnes och Mcdunnough 1917. Hydriomena tuolumne ingår i släktet Hydriomena och familjen mätare. Inga underarter finns listade i Catalogue of Life.